# Druss la Légende (roman)
Druss la Légende (titre original : The First Chronicles of Druss the Legend), est un roman fantasy de David Gemmell paru en 1993 en anglais et en 2002 en français (traduction d'Alain Névant pour les éditions Bragelonne).
Ce deuxième roman consacré au personnage de Druss appartient au Cycle Drenaï et constitue un biopic qui raconte les débuts et le plus haut fait d’armes du Capitaine à la Hache.

## Publication française
- Éditions Bragelonne, octobre 2002  (ISBN 978-2914370295)
- Éditions Milady, janvier 2010  (ISBN 978-2811202569)
- Éditions Bragelonne, mai 2011  (ISBN 978-2352944980) (collection Bragelonne 10e anniversaire)
- Éditions Milady, octobre 2014  (ISBN 978-2811213244)

## Résumé

### Livre premier: La Naissance d'une légende
À 17 ans Druss est un garçon solitaire et irascible dans son petit village isolé de la région de Skoda. Sa seule amie est sa fiancée, Rowena, qui lui cache son don de voyance. 
Un jour, alors que Druss coupait du bois dans la forêt, son village est attaqué par des esclavagistes. Ils tuent tous les hommes, les femmes âgées et les enfants, les jeunes femmes sont, elles, capturées pour être vendues comme esclaves. Druss parvient à tuer quelques assaillants mais il arrive trop tard, tout est déjà fini. Il trouve alors son père Bress, mourant, devant sa maison. Celui-ci lui révèle alors l'endroit où il avait caché la hache (Snaga) de son père, le tristement célèbre Tueur à la hache, Bardan. 
Druss s'en empare et c'est à ce moment qu'il rencontre Shadak. Shadak est un traqueur qui poursuit les mercenaires responsables de l'attaque du village afin de se venger de la mort de son fils qu'ils ont tué. Il décide d'aider Druss à libérer les femmes de son village et ils partent à la poursuite des brigands, dirigés par Harib Ka et Collan. Pendant ce temps, Mari, à qui Rowena s'était confiée sur son don, l'accuse d'être une sorcière et d'être responsable de l'attaque. Le chahut qui s'ensuit conduit les chefs du groupe à la séparer des autres filles et à la garder avec eux, espérant en tirer une somme plus importante grâce à son don. Dans la nuit, Druss et Shadak parviennent à libérer les filles mais Rowena a déjà été emmenée par Collan. Druss attaque alors le camp des esclavagistes et en tue une grande partie dont un de leurs chefs : Harib Ka, les autres préférant prendre la fuite. Shadak décide d'accompagner les filles jusqu'à la garnison la plus proche afin de les mettre en sûreté mais Druss préfère poursuivre Collan pour retrouver sa fiancée. 
Shadak lui conseille alors de retrouver le poète Sieben qui pourra l'aider dans la ville de Mashrapur où Collan emmène Rowena. Druss part alors à la rencontre du poète qui accepte de l'aider pour rembourser une dette qu'il avait envers Shadak. A Mashrapur, Druss affronte le lutteur Borcha, réputé invincible, qui travaille pour Collan. Il parvient à tenir les 4 minutes face à lui et même à le blesser. Collan lui propose alors une rencontre sur les quais pour lui rendre sa femme. Druss sait que c'est un piège mais il se rend au rendez-vous dans l'espoir de retrouver Rowena. Sur place Collan lui apprend qu'elle est en train de partir sur le bateau du marchand Ventrian auquel il l'a vendue, puis il essaie de le tuer. Mais Druss, aidé par Sieben, se défend et parvient à mettre Collan et ses hommes en fuite, non sans se blesser lourdement. Alors qu'il tente de quitter les quais, Collan tombe sur Shadak qui le provoque en duel et le tue.

### Livre deuxième: Le Démon dans la hache
Après s'être remis de ses blessures dues à son combat contre Collan, Druss accepte la proposition de son ancien ennemi : Borcha qui consiste à ce que Druss grâce à l'entraînement de Borcha devienne un lutteur professionnel et grâce à l'argent des paris sur les matchs qu'il aura gagné, permettra à Druss de racheter sa femme Rowena au marchand d'esclaves Kabuchek et de se remettre en forme après les blessures qu'il a reçu.
Remis sur pied, Druss part en bateau avec un officier ventrian qu'il a sauvé lors d'une bataille de rue. L'officier qui se nomme Bodasen recrute une troupe de mercenaires pour venir en aide à son empereur qui subit le siège des Naashanites dans l'une des dernières villes encore aux mains des ventrians. Sur la mer, le bateau des mercenaires est attaqué par des pirates et Druss armé de sa hache fait un carnage. Dans la mêlée, un magicien lance une boule de feu vers Druss qui pare l'attaque avec sa hache. Sieben, le poète qui a décidé au dernier moment d'accompagner Druss dans son périple aperçoit une forme démoniaque émaner de la hache pour parer l'attaque magique.
Arrivés à Capalis, l'une des dernières villes qui n'est pas encore sous l'emprise de l'envahisseur nashaanite, Druss rencontre Gorben, l'empereur ventrian. Profitant de la nuit lors du siège, Druss et Gorben avec un groupe de soldats s'introduisent dans le camp ennemi semant le chaos et en prenant en otage le chef ennemi. Gorben fait alors un discours et rallie à sa cause l'armée de son cousin qui l'avait trahit. Druss apprend alors la mort de Rowena dans le naufrage du bateau qui la conduisait en Ventria.
À partir de ce moment-là, Gorben commence peu à peu à reconquérir la Ventria avec l'aide de Druss et du général Bodasen. Au cours de la campagne, Druss apprend par un prêtre que Rowena est vivante mais surtout que sa hache est possédée.

### Livre troisième: Le Guerrier du chaos
Au début du livre troisième, on retrouve Druss, seul et sans armes. Il fait alors la rencontre de Varsava, un mercenaire. Le mercenaire apprend à Druss qu'un brigand « maléfique » répondant au nom de Cajivak terrorise la région. Druss qui est en réalité à la recherche de Cajivak pense que ce dernier possède Snaga (l'ancienne hache de Druss possédée par un démon) et a décidé de le lui reprendre. Druss est alors capturé et après des mois dans un cachot où Druss est devenu une ombre, et grâce à l'aide d'un vieillard, Druss s'évade de son cachot et va directement défier Cajivak, le tue et récupère sa hache. Et retrouve Sieben, Varsava et un archer du nom d'Eskodas qui avaient réussi à s'infiltrer dans la forteresse de Cajivak pour sauver Druss.
Druss qui avait promis à un prêtre de récupérer sa hache en l'échange de l'emplacement où se trouve Rowena part la retrouver à Resha, dernière ville aux mains des envahisseurs, où Rowena est marié avec un général Naashanite du nom de Michanek qui pour sauver Rowena de son pouvoir télépathique a supprimé la mémoire de la jeune femme. Druss et Sieben vont alors à Resha assiégée par les troupes de Gorben. Cependant, lors de ses retrouvailles avec l'empereur ventrian, une bête invoquée par un général Naashanite, attaque le campement de l'armée ventriane. La bête du chaos qui est le Kalith (un ours géant issue des profondeurs des enfers) affronte Druss qui défend l'empereur, et réussit à blesser la bête qu'il renvoie en enfer. 
Le siège continue et Michanek, qui défend la ville révèle la vérité à Rowena sur son passé avant de partir vers son ultime combat. Michanek tombe au combat dans les bras de Druss contre l'armée d'élite de Ventria reformée par Gorben : les Immortels. Druss se précipite dans la maison où Rowena séjourne et découvre qu'elle a tenté de se suicider par amour pour Michanek et par peur de son passé. Druss doit alors aller dans la Vallée de la Mort où l'esprit de sa femme est emprisonné mais sur sa route il devra affronter des ennemis qu'il connaît trop bien comme le Kalith ou encore l'ancien propriétaire de Snaga.

### Livre quatrième: Druss la Légende
Les années ont passé depuis que Druss a sauvé Rowena. L'or que Gorben lui a remis en remerciement de ses services lui a permis d'acheter une ferme sur les hauts plateaux où il vit paisiblement avec elle et Pudri, qui lui est resté fidèle. Sieben a conté ses exploits dans tout le pays, où Druss est devenu une véritable Légende, avant de venir s'installer à proximité de lui. Mais ce dernier n'a jamais su résister à l'appel de la guerre où Sieben continuait à le suivre. 
Alors que Druss a 45 ans, l'empereur Gorben, qui avait sombré dans la folie et la paranoïa, décida d'envahir son pays et l'officier Drenaï Dun Certak se présenta chez lui pour lui demander de rejoindre les troupes défensives. Druss ne voulait pas se lancer dans la bataille, mais Rowena le convainquit de s'y rendre afin d'éviter qu'il soit là lorsqu'elle allait succomber à son prochain problème cardiaque (elle avait appris sa mort prochaine dans une vision dont elle ne parlera jamais à son mari). 
Lorsque Druss arriva au campement militaire près de la passe de Skeln, la plus grande partie des troupes était déjà partie plus au sud pour contrecarrer le débarquement Ventrian dans la baie de Penrac, et le Comte Delnar lui réserva un accueil glacial à cause de la présence de Sieben, qui avait eu une relation avec sa femme, Vashti, 6 ans plus tôt. Druss voulait retourner chez lui mais la mauvaise santé du poète le contraint à rester quelques jours de plus en attendant son rétablissement. Il fit alors la connaissance d'Archytas, Diagoras, Orases et retrouva Certak. Mais Gorben débarqua dans la baie derrière la passe de Skeln, et les troupes de Delnar se retrouvèrent à devoir défendre la passe avec seulement 600 guerriers en attendant l'arrivée du gros des troupes Drenaïes. 
Druss, encadré de Certak et Diagoras, parvint à tenir la passe pendant plusieurs jours avant de lancer une attaque nocturne dans laquelle il infligea de lourds dégâts au campement Ventrian et tua son ami Bodasen, devenu général à la tête des Immortels. Gorben décida alors d'en finir en envoyant ses troupes d'élite, les Immortels, prendre la passe, mais Druss et les autres défenseurs parvinrent à repousser leur première attaque. C'est pendant que se déroulait cette bataille que Rowena mourut chez elle et vit pour la dernière fois son mari, en plein combat, alors qu'elle rejoignait la Source. Pendant la seconde attaque, les Immortels prirent l'avantage et parvinrent à briser les lignes de défense Drenaïes, mais leur soif de vengeance après l'humiliation de la première offensive les fit rebrousser chemin pour tenter d'écraser totalement les défenseurs et Druss et Sieben s'évanouirent sous les coups de leurs adversaires. 
À son réveil, Delnar était au chevet de Druss. Il lui expliqua que les Immortels, en restant dans la passe, avaient bloqué l'avancée de l'armée Ventrianne qui n'avait alors pas pu résister aux troupes Drenaïes qui venaient juste d'arriver. Gorben avait été tué par ses soldats et ses derniers généraux négociaient leur retraite avec le Seigneur des Armées, Abalayn. Certak, Diagoras et Orases avaient aussi survécu mais Sieben était mourant, Druss demanda à le voir et le poète mourut à ses côtés. Lorsqu'il se retrouva enfin seul, Druss pleura son ami.

## Commentaires
- La Ventria est calquée sur l'Empire Perse avec son héros conquérant Cyrios, ses satrapes, ses immortels, ses routes royales.
- La Bataille de la Passe de Skeln est très clairement inspirée de la Batailles des Thermopyles.
- Le combat entre Druss et Borcha est très clairement inspiré du film préféré de David Gemmell : Rocky [1]
- Le passage de Druss dans les cachots de Cajivak s'inspire du livre d'Alexandre Dumas Le Comte de Monte-Cristo.